# レナード・チェシャー
レナード・チェシャー（英語:Leonard Cheshire）、ジェフリー・レナード・チェシャー（英語:Geoffrey Leonard Cheshire、チェシャー男爵〈バロン・チェシャー、英語: Baron Cheshire〉、VC 〈ヴィクトリア十字章、英語: Victoria Cross〉、OM〈メリット勲章　英語: Order of Merit〉、DSO（殊功勲章、英語: Distinguished Service Order〉、DFC〈殊勲飛行十字章、英語:  Distinguished Flying Cross (United Kingdom)〉、1917年9月7日 - 1992年7月31日）は、第二次世界大戦中、イギリス空軍（RAF）パイロットであり大佐（グループ・キャプテン）であった人物。
レオナルド・チェシャー、レオナード・チェシャーなどと表記されることもある。
戦後は、慈善家（フィランソロピー、英語: Philanthropy）としてイギリスばかりでなく世界的に社会福祉事業に貢献した。

## 生涯
イギリスのチェスターに生まれた。オックスフォード大学時代、飛行機の操縦方法を取得する。第2次世界大戦時は、イギリス空軍（RAF）の爆撃機パイロット、大佐（グループ・キャプテン）として活躍した。対戦国ドイツに対して100回を超える爆撃を敢行し、イギリスの勝利に貢献した。ビクトリア十字章を受賞した。
1945年8月9日、イギリスからの公式オブザーバーとして、科学者ウィリアム・ペニーとともにB-29爆撃機ビッグ・スティンクに搭乗し、長崎市への原子爆弾投下を上空から観察した。イギリスへ帰国後、チャーチル首相から代わったアトリー首相に報告した。1946年、軍隊を退役。戦後は慈善家として社会福祉活動に精力的に取り組んだ。1985年、戦後40年の経過を機に長崎市を再訪した。
1991 年にはその慈善活動が認められ、チェシャー男爵に叙爵された。その慈善活動組織は現在も全世界的に社会福祉活動を展開している。
1992年7月31日、死去。享年74歳。

## 著作物
- Bomber Pilot. London: Hutchinson & Co, 1943; St. Albans, Herts, UK: Mayflower, 1975. ISBN 0-583-12541-7; London: Goodall Publications ISBN 0-907579-10-8
- The Holy Face: An Account of the Oldest Photograph in the World (16-page pamphlet). Newport, Monmouthshire, UK: R. H. Johns, 1954.
- Pilgrimage to the Shroud. London: Hutchinson & Co, 1956.
- The Story of the Holy Shroud. Associated Television Ltd: ATV Library, 1957. Text of broadcast.
- The Face of Victory. London: Hutchinson & Co, 1961.
- Death (22-page pamphlet). London: Catholic Truth Society, 1978.
- The Hidden World: An Autobiography and Reflections by the Founder of the Leonard Cheshire Homes. London: Collins, 1981. ISBN 0-00-626479-4.
- The Light of Many Suns: The Meaning of the Bomb. London: Methuen, 1985. ISBN 0-413-59240-5
- Where Is God in All This?. Slough, Berks, UK: St Paul Publications, 1991. ISBN 0-85439-380-3
- Crossing the Finishing Line: Last Thoughts of Leonard Cheshire VC (Edited by Reginald C. Fuller). London: St. Pauls, 1998. ISBN 0-85439-527-X.

## 関連人物
- ウィリアム・ペニー